# Петар Кокотовић
Петар В. Кокотовић (1934) је професор на Инжењерском Факултету Универзитета Калифорније у Санта Барбари, САД. Допринео је развоју прилагодљивог управљања, сингуларне пертурбације и нелинеарних контрола.